# Король Сергій Володимирович
Сергі́й Володи́мирович Коро́ль (позивний «Махно»; 1 жовтня 1970, м. Тернопіль — 24 лютого 2023, район с. Масютівка, Харківська область) — український військовослужбовець, учасник російсько-української війни, капітан, командир 2 стрілецької роти 83 батальйону 105 ОБрТрО Збройних сил України. Герой України (2023, посмертно). Почесний громадянин міста Тернополя (2023, посмертно). Почесний громадянин Тернопільської області (2023, посмертно).

## Життєпис
Сергій Король народився 1 жовтня 1970 року в Тернополі. Батьки, Володимир Артемович та Олександра Василівна Король, були українськими переселенцями з Холмщини. Загальну освіту здобув у Тернопільській середній школі № 9. У шкільні роки активно займався спортом. З дитинства мріяв стати військовим, як його дядько – Мирон Васильович Павлишин, генерал-лейтенант заступник начальника військ зв’язку Збройних сил СРСР. У період 1988 – 1992 років Сергій Король був курсантом Полтавського вищого військового командного училища зв’язку.

Сергій Король під час присяги в Полтавському вищому військовому командному училищі зв'язку, 1988 рік

24 липня 1992 року у званні лейтенанта призначений на посаду командира взводу зв’язку роти бойового забезпечення в 14 окремий батальйон 5 дивізії Національної гвардії України. У 1994 році отримав звання старшого лейтенанта, в 2000 році – капітана. 1997 року пішов на підвищення на посаду начальника зв’язку. У 1997 – 1999 роках брав участь в операціях прикордонників спрямованих на боротьбу з контрабандою через українсько-молдавський кордон. 1998 року залучений до ліквідації наслідків повені на Закарпатті в районі населених пунктів Тересва – Тячів.
У 2000 році Сергій Король звільнився з дійсної військової служби в запас Збройних Сил України у зв’язку з ліквідацією Національної гвардії. Вирішив зайнятись підприємницькою діяльністю, став директором товариства з обмеженою відповідальністю .

### Російсько-українська війна

#### Антитерористична операція

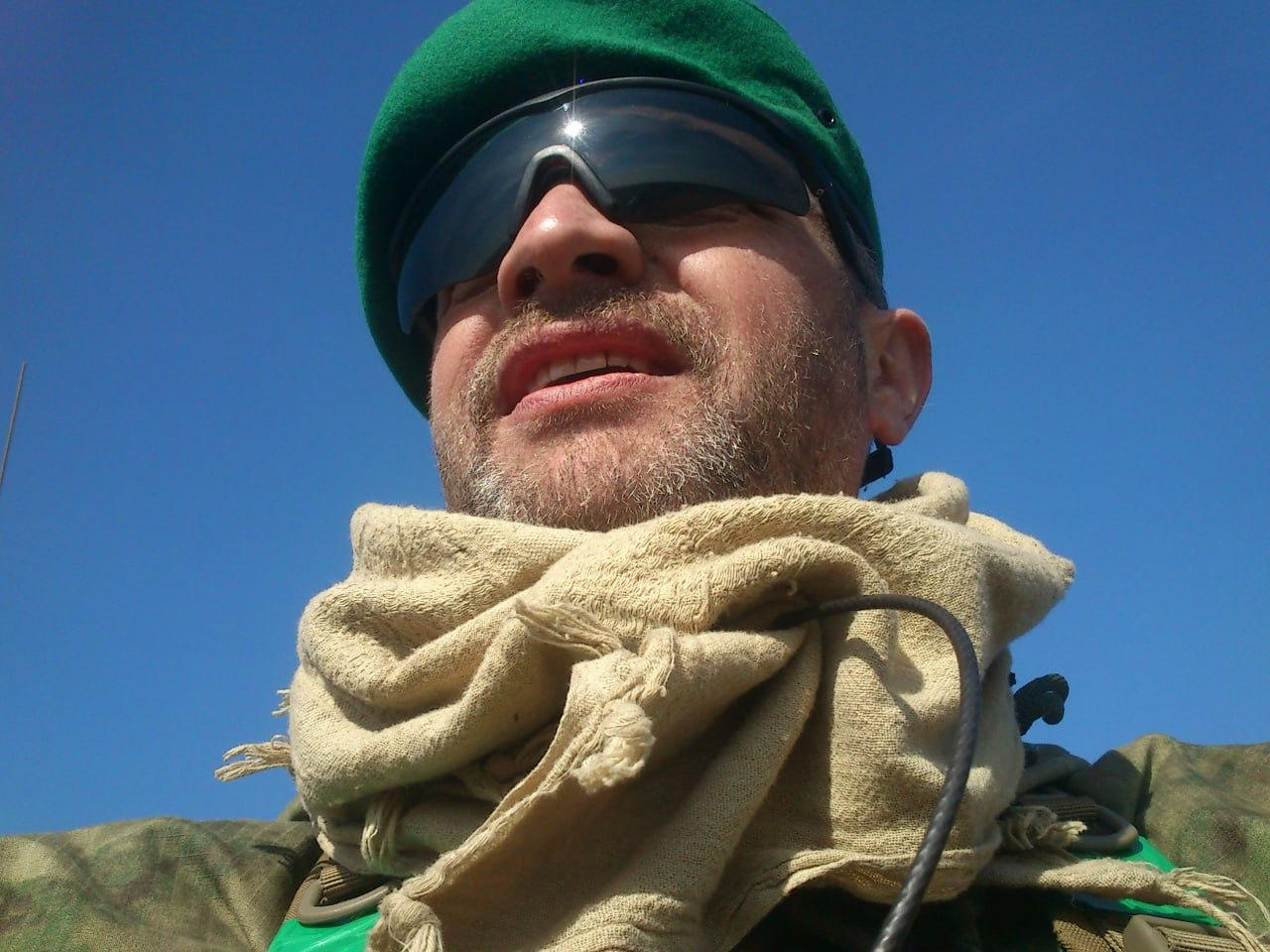
Сергій Король на позиціях поблизу села Гранітне Донецької області, 2015 рік

В умовах російської збройної агресії проти України в 2014 році Сергій Король як доброволець став на захист Батьківщини. 4 вересня 2014 року призначений на посаду заступника командира стрілецького роти по роботі з особовим складом, а з 10 грудня 2014 року – командира мотопіхотної роти 6 окремого мотопіхотного батальйону «Збруч» 128 окремої гірськопіхотної бригади.
У вересні 2014 – лютому 2015 років, командуючи бойовим підрозділом в Херсонській області на межі з Кримом, забезпечував охорону перекритих дамб для постачання води до окупованого півострова від ворожих ДРГ, захищав прохідні ділянки від потенційного прориву зосереджених сил противника. У цей час виник позивний командира – «Махно», який любив називати «махновцями» власну роту, що складалась з добровольців та не професійних військових. В лютому – травні 2015 року разом із ротою здійснював оборону підходів до Маріуполя на позиціях поблизу села Гранітне Донецької області. Демобілізований 15 травня 2015 року .

#### Повномасштабне вторгнення

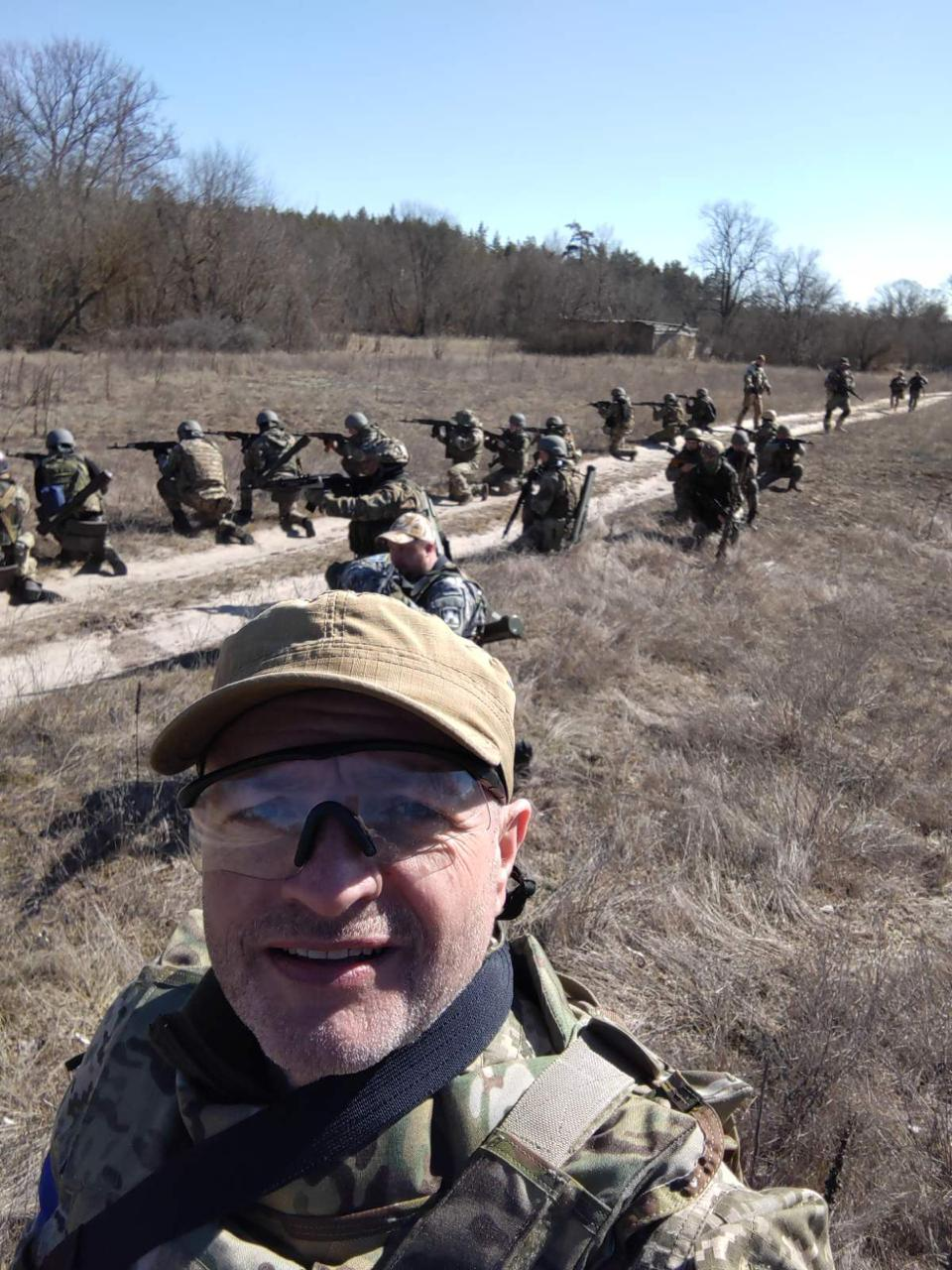
Сергій Король із особовим складом "зведеної" роти поблизу села Ручки Полтавської області, березень 2022 року

У зв’язку з повномасштабним російським вторгненням в Україну 24 лютого 2022 року, Сергій Король повернувся до військової служби. З 26 лютого 2022 – по 24 лютого 2023 років перебував на посаді командира 2 стрілецької роти 83 батальйону 105 окремої бригади територіальної оборони.
У період березня – травня 2022 року керував «зведеною» ротою, яка вирушила в район ведення бойових дій швидше для виконання завдань на межі Полтавської та Сумської областей, згодом села Уди Харківської області. На початку червня 2022 року повернувся до обов’язків командира 2 стрілецької роти. Разом з підрозділом утримував оборону поблизу населених пунктів Семенівка Харківської області (червень 2022 року), згодом Краснопілля Донецької області (кінець червня – вересень 2022 року) та Масютівка Харківської області (початок жовтня 2022 – кінець лютого 2023 років).
Командир «Махно» завжди перебував з підрозділом на «нулі». Будучи офіцером, він дотримувався простоти у побуті, чергував та виконував рутинну роботу разом з особовим складом, а в останні місяці, через потенційну небезпеку для солдат інтенсивних обстрілів та ближніх боїв, майже не покидав позицій. Відзначався особливим прагненням зрозуміти своїх людей, вмінням підтримати їх емоційний та моральний стан у складних та критичних ситуаціях. 
Головним для Сергія Короля було максимальне збереження особового складу власного підрозділу в умовах бойових дій. Саме тому він зосередив свою увагу на навчанні та злагодженні військового колективу, убезпеченні його на позиціях, старався бути поряд зі своїми солдатами при будь-якому бойовому контакті. Не тільки керував ними, а йшов першим у бій віддаючи команду: «За мною!» . Зовнішньо активна та інколи ризикована особиста манера поведінки командира під час бойового контакту, завжди відзначалась внутрішньою виваженістю, тактичним відчуттям та розрахунком, розумінням всіх нюансів зіткнення з ворогом.
До вдалих операцій очолених Сергієм Королем відноситься бій від 4 липня 2022 року поблизу населеного пункту Краснопілля Донецької області. Напередодні ворог здійснив прорив лінії оборони та зайшов на окраїну села. Під час зіткнення що тривало чотири години невелика група військовослужбовців на чолі з командиром «Махно» змогла зупинити наступ і здійснити контрнаступ на колону техніки та роту противника. У результаті було знищено 4 БМП, 2 танки та значну кількість особового складу ворога.

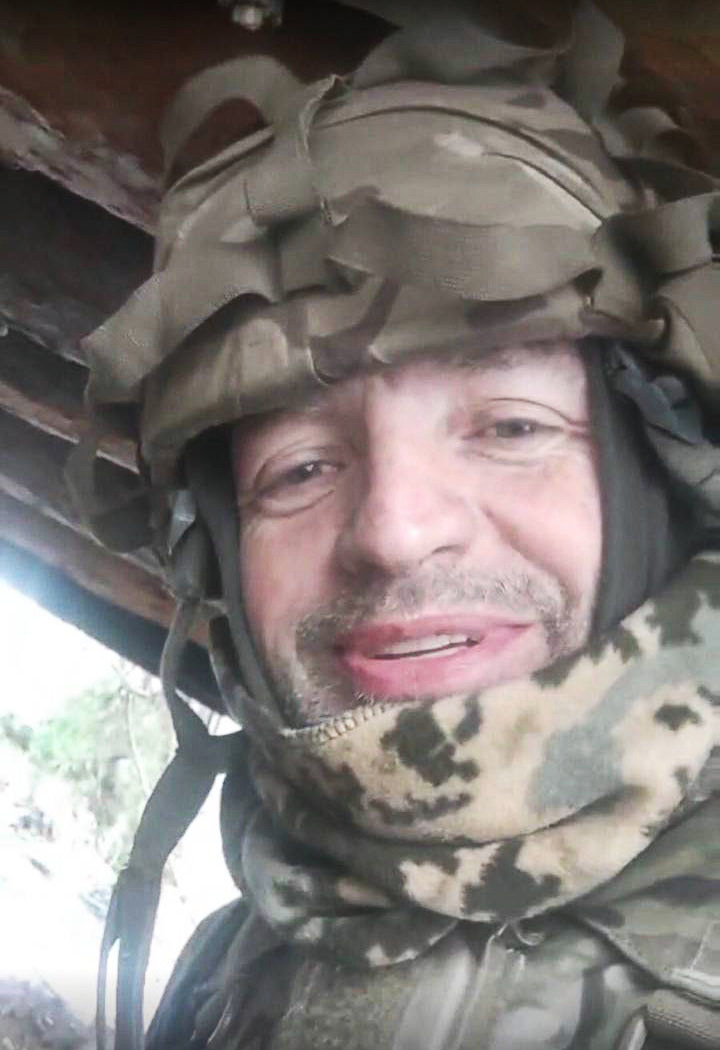
Командир "Махно" на позиції поблизу села Масютівка Харківської області, лютий 2023 року

Одна з успішних бойових операції в районі населеного пункту Масютівка Харківської області відбулась 22 жовтня 2022 року. Під час десяти хвилинного стрілецького бою Сергій Король разом із ще одним військовослужбовцем протистояв переважаючій у кількості ДРГ (7 чоловік). У підсумку вдалось вбити російського командира, поранити і взяти в полон двох солдат, вилучити зброю і планшет з інформацією щодо місця дислокації ворога.
Крайній бій Сергій Король провів 24 лютого 2023 року поблизу населеного пункту Масютівка Харківської області. Впродовж ночі з 23 на 24 лютого ворог вів постійний артилерійський обстріл, а близько 7 години ранку розпочав піхотний штурм з трьох сторін. Зіткнення тривало близько шести годин. Командуючи підрозділом та беручи безпосередню участь у стрілецькому бою, Сергій Король не допустив захоплення позицій переважаючими силами противника. Проте сам командир «Махно» загинув разом із старшим солдатом Олегом Сагайдаком .
Похований 27 лютого 2023 року на Алеї Героїв Микулинецького кладовища міста Тернополя. У командира залишився батько та рідна сестра Олена. На честь нього назвали племінника та похресника Сергійка, якого він любив як рідного сина .

## Нагороди
- звання Герой України з удостоєнням ордена «Золота Зірка» (8 липня 2023, посмертно) — за особисту мужність і героїзм, виявлені у захисті державного суверенітету та територіальної цілісності України, самовіддане служіння Українському народові[4];
- почесний громадянин міста Тернополя (3 березня 2023, посмертно) — за вагомий особистий вклад у становленні української державності та особисту мужність і героїзм виявленні у захисті державного суверенітету та територіальної цілісності України[5];
- почесний громадянин Тернопільської області (20 листопада 2023, посмертно)[6].

## Вшанування пам'яті
2 стрілецька рота 83 батальйону 105 окремої бригади територіальної оборони продовжує носити іменну назву свого першого командира – рота «Махно» .
21 листопада 2023 року на фасаді Тернопільського НВК «Загальноосвітня школа І—ІІІ ступенів — економічний ліцей № 9 імені Іванни Блажкевич» відкрили пам'ятну дошку на честь Сергія Короля.
13 грудня 2024 року Тернопільська міська рада, на основі звернень командування військових частин А7170, А7033, а також родичів загиблого командира "Махно", ухвалила рішення перейменувати вулицю Бережанську на вулицю Сергія Короля .

## Відео
- На Харківщині загинув легендарний командир 105 бригади Сергій Король на псевдо «Махно» // Телеканал ІНТБ. – 2023. – 27 лютого.
- "Вчора 23 травня відзначали День Героїв, сьогодні 3 місяці як немає з нами людини яка заслужила звання Героя України..." // Roman Yarish. – 2023. – 24 травня.
- Історія командира роти Сергія Короля // Суспільне Тернопіль. – 2023. – 29 серпня.
- "Минув рік як було відзнято ці кадри..." // Roman Yarish. – 2024. – 11 лютого.
- Річниця смерті Героя України Короля Сергія Володимировича, позивний «Махно» // Махно. – 2024. – 24 лютого.
- «Минув рік, але біль в серці не минає»: у Тернополі вшанували командира «Махна» // Тернопільські новини ТЕРЕН. – 2024. – 26 лютого.
- Герой України – Сергій Володимирович Король // Тернопільська обласна державна адміністрація. – 2024. – 27 травня.
- «Готові до спротиву. Фільм третій. 105-та бригада ТРО ЗСУ. На день ближче до Перемоги» // Територіальна оборона ЗСУ/ТРО Медіа. – 2024. – 25 вересня.

| Емблема Збройних сил України | Це незавершена стаття про військового чи військову Збройних сил України. Ви можете допомогти проєкту, виправивши або дописавши її. |